# لوكا أدزيتش
لوكا أدزيتش (بالسيريلية الصربية: Лука Аџић) هو لاعب كرة قدم صربي في مركز الوسط المهاجم ولد في يوم 17 سبتمبر 1998 في مدينة بلغراد عاصمة صربيا، يلعب حالياً مع نادي أندرلخت وسبق له اللعب مع نادي النجم الأحمر بلغراد ويبلغ طوله 184 سم، جده هو المغني الصربي الشهير شعبان شاوليتش.

## روابط خارجية
- لوكا أدزيتش على موقع الاتحاد الأوربي (الإنجليزية)
- لوكا أدزيتش على موقع اتحاد تركيا (لاعب) (الإنجليزية)
- لوكا أدزيتش على موقع قاعدة بيانات كرة القدم.إي يو (الإنجليزية)
- لوكا أدزيتش على موقع Soccerbase.com (لاعب) (الإنجليزية)
- لوكا أدزيتش على موقع Soccerway.com (الإنجليزية)
- لوكا أدزيتش على موقع عالم كرة القدم.نت (الإنجليزية)